# BAE Caiman
Caiman — бронетранспортёр типа MRAP с V-образным днищем, первоначально разработанный компанией Stewart & Stevenson, а теперь производимый BAE Systems Platforms & Services.

## Описание

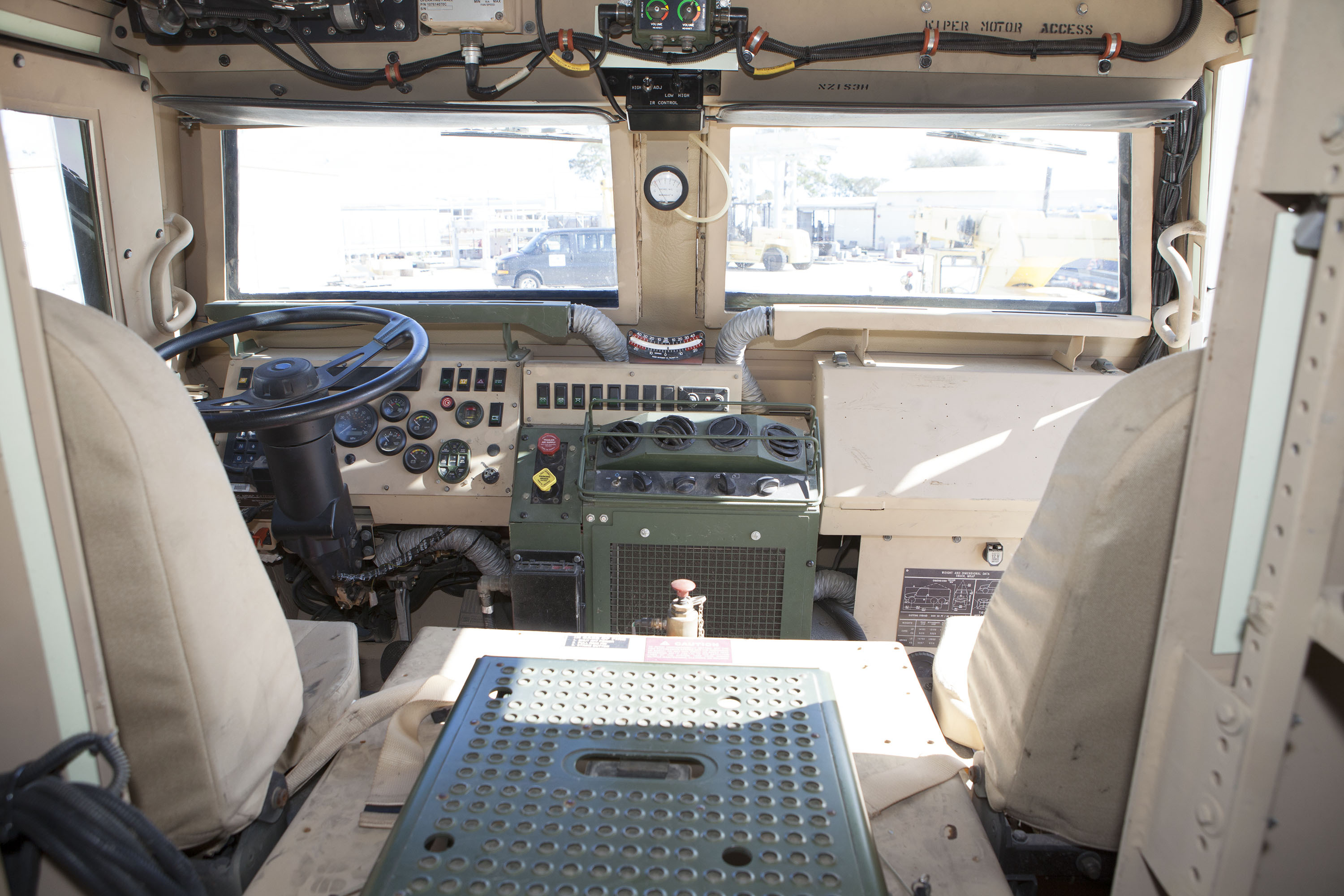
Интерьер бронемашины Caiman, используемой NASA

"Кайман" завершил испытания на Абердинском полигоне  в июле 2007 года. 13 июля 2007 года компанияArmor Holdings получила главный контракт от ВМС США от имени Корпуса морской пехоты США на сумму 518,5 миллионов долларов в рамках программы бронеавтомобилей MRAP. Контракт предусматривал поставку 1154 бронемашин MRAP I категории и 16 бронемашин MRAP II категории к концу февраля 2008 года.
Британская оборонная компания BAE Systems приобрела Armor Holdings в 2007 году и продолжила производство бронетранспортёров Caiman.
Caiman основан на шасси FMTV и имеет следующие характеристики:
- Экипаж до 10 человек
- Композитная броня Tensylon[2]
- Возможность усиления брони
- Возможность установки всех известных боевых модулей
- 85 процентов деталей взаимозаменяемы с FMTV
- Полный привод
- Полностью автоматическая коробка передач
- Электронная система централизованного регулирования давления воздуха в шинах (CTIS)
- Антиблокировочная система (ABS)
- Система ИЭТР V класса

В августе 2009 года армия США объявила, что Oshkosh Defense получила контракт на производство FMTV A1P2. Однако данный контракт не включал бронемашины Caiman.
В сентябре 2010 года компания BAE Systems получила контракт на сумму 629 миллионов долларов от офиса совместной программы MRAP в США на модернизацию 1700 бронеавтомобилей Caiman до стандарта Caiman MTV (Multi-Terrain Vehicle). Модернизированный бронетранспортёр объединяет обновлённую и улучшенную бронированную капсулу с новой, более мощной автомобильной силовой установкой, шасси и независимой подвеской производства компании ArvinMeritor. Повышенная живучесть достигается за счет улучшенного монолитного днища, усиленной рамы шасси и сидений, лучше поглощающих взрывную волну.
18 декабря 2011 года, одна бронемашина Caiman находилась в составе последнего конвоя Армии США выведенного из Ирака, будучи последним транспортным средством перешедшим границу, что означало окончание продлившейся 8 лет войны в Ираке.

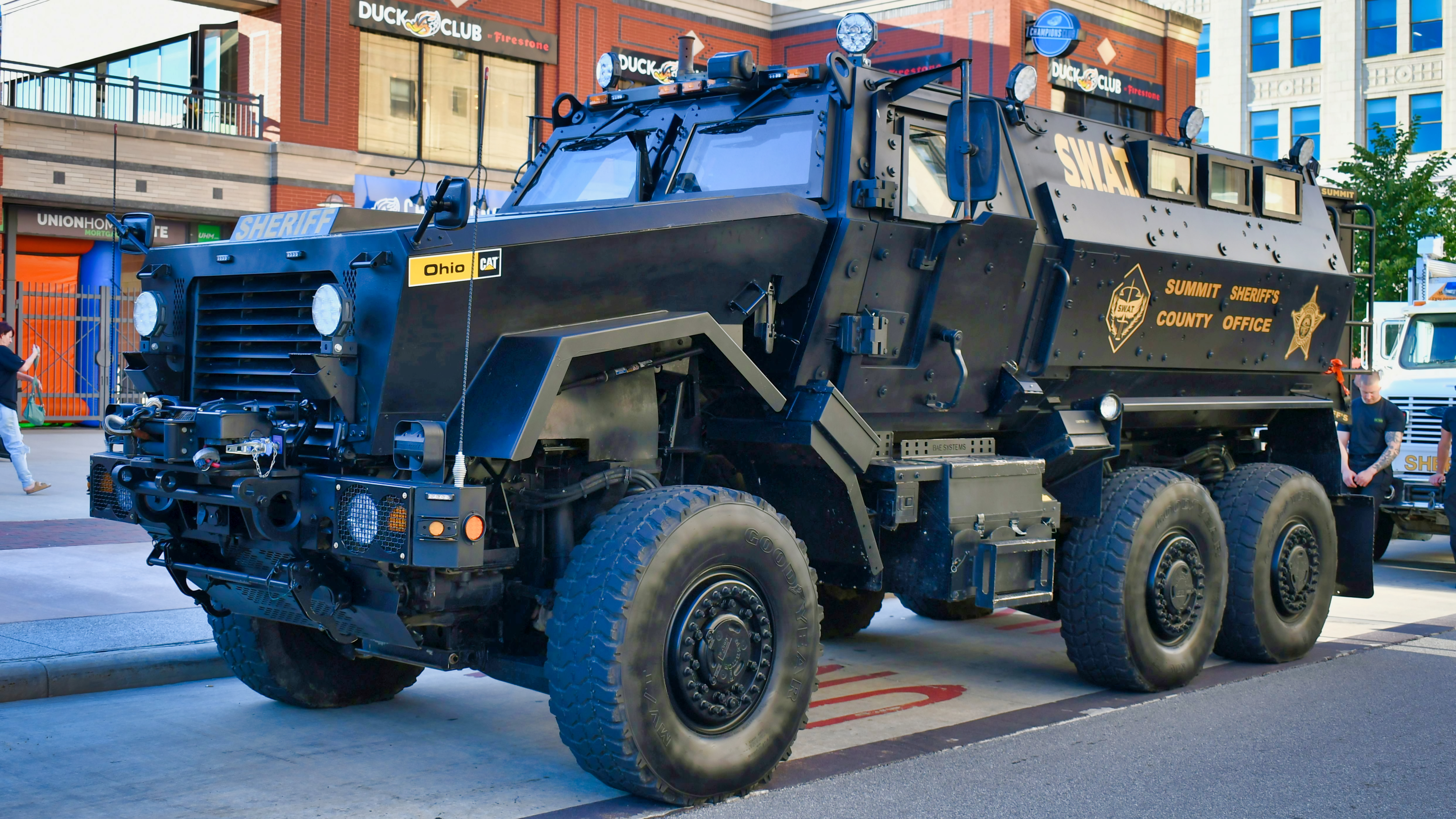
Кайман, используемый офисом шерифа округа Саммит в штате Огайо

Начиная с октября 2013 года, местная полиция и управления шерифа в США начали приобретать бронеавтомобили Caiman 6x6 MTV. Правительство США предложило данные машины местным правоохранительным органам, поскольку потребность в них значительно снизилась после окончания войн в Ираке и Афганистане. Caiman MTV обычно стоит 412 000 долларов, но продаётся только за транспортные расходы по местной юрисдикции.
В сентябре 2014 года США одобрили сделку с армией Объединенных Арабских Эмиратов на сумму 2,5 миллиарда долларов на поставку более 4500 дополнительных американских MRAP для усиления охраны, проведения операций по оказанию гуманитарной помощи и защиты жизненно важных международных коммерческих маршрутов и критически важной инфраструктуры. 1150 из них были бронемашины Caiman.

## Операторы

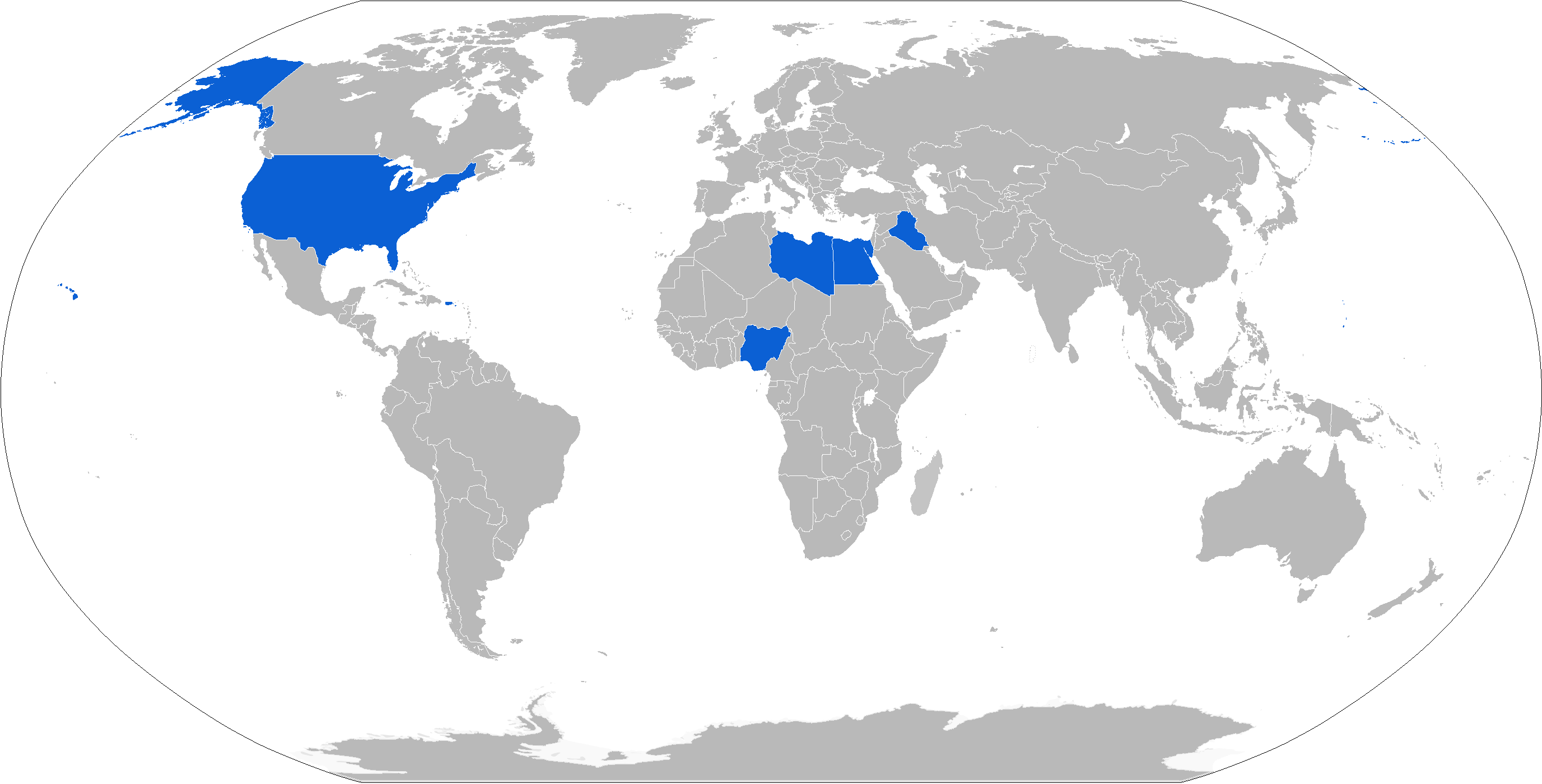
Карта с военными операторами BAE Caiman (выделены синим цветом)

### Военные операторы
- Египет: Вооружённые силы — 400[8][9]
- Ирак: Силы специальных операций[10]
- Ливия: Национальная армия[11]
- Нигерия: Сухопутные войска — 24[12]
- ОАЭ: Сухопутные войска — 1.150[7][13]
- США: Вооружённые силы

### Гражданские операторы
- США: NASA и правоохранительные органы

### Негосударственные операторы
- Отряды народной самообороны[14]